# 小林裕之
小林 裕之（こばやし ひろゆき、1980年12月18日 - ）は、神奈川県出身の俳優。

## 出演作品

### テレビ
- 大好き!五つ子Go³!!（2007年）
- 愛のうた!（2007年）
- ミラクルボイス（2008年）
- 弁護士 一之瀬凛子 第1作（2008年）
- RESCUE〜特別高度救助隊（2009年）
- スマイル 第2話（2009年）
- となりの芝生（2009年）
- JIN-仁- 第9話（2009年）
- まっすぐな男（2010年）
- Beautiful Love（2010年）
- ランナウェイ〜愛する君のために 第1話（2011年）
- 裁判員達の選択（2012年）
- 悪女について（2012年）
- ビギナーズ!（2012年）
- シングルマザーズ 第2話（2012年）
- 真夜中のパン屋さん 第2話（2013年）
- Oh,My Dad!! 第9・10話（2013年）
- クロコーチ（2013年）
- 刑事のまなざし 第3話（2013年）
- 隠蔽捜査（2014年）
- チーム・バチスタ4 螺鈿迷宮 9話（2014年）
- ビター・ブラッド
〜最悪で最強の親子刑事〜（2014年）
- 土曜ワイド劇場 遺品の声を聴く男 第5作（2014年）
- 匿名探偵2 第4話（2014年） - 有村誠一 役
- 痛快TV スカッとジャパン 第32話（2015年）
- デザイナーベイビー 第6話（2015年）
- 相棒 Season14 第14話（2016年） - 水島敦 役